# Фабиняк, Бартош
Ба́ртош Фаби́няк (пол. Bartosz Fabiniak; 17 сентября 1982, Щецин, Польша) — польский футболист, вратарь.

## Карьера
Начиная свою карьеру в четвёртом дивизионе, Фабиняк смог дорасти до игрока польской Экстраклассы.
В январе 2011 года, он подписал 2-летний контракт с футбольным клубом «Погонь».